# Caldera de tubos de fuego

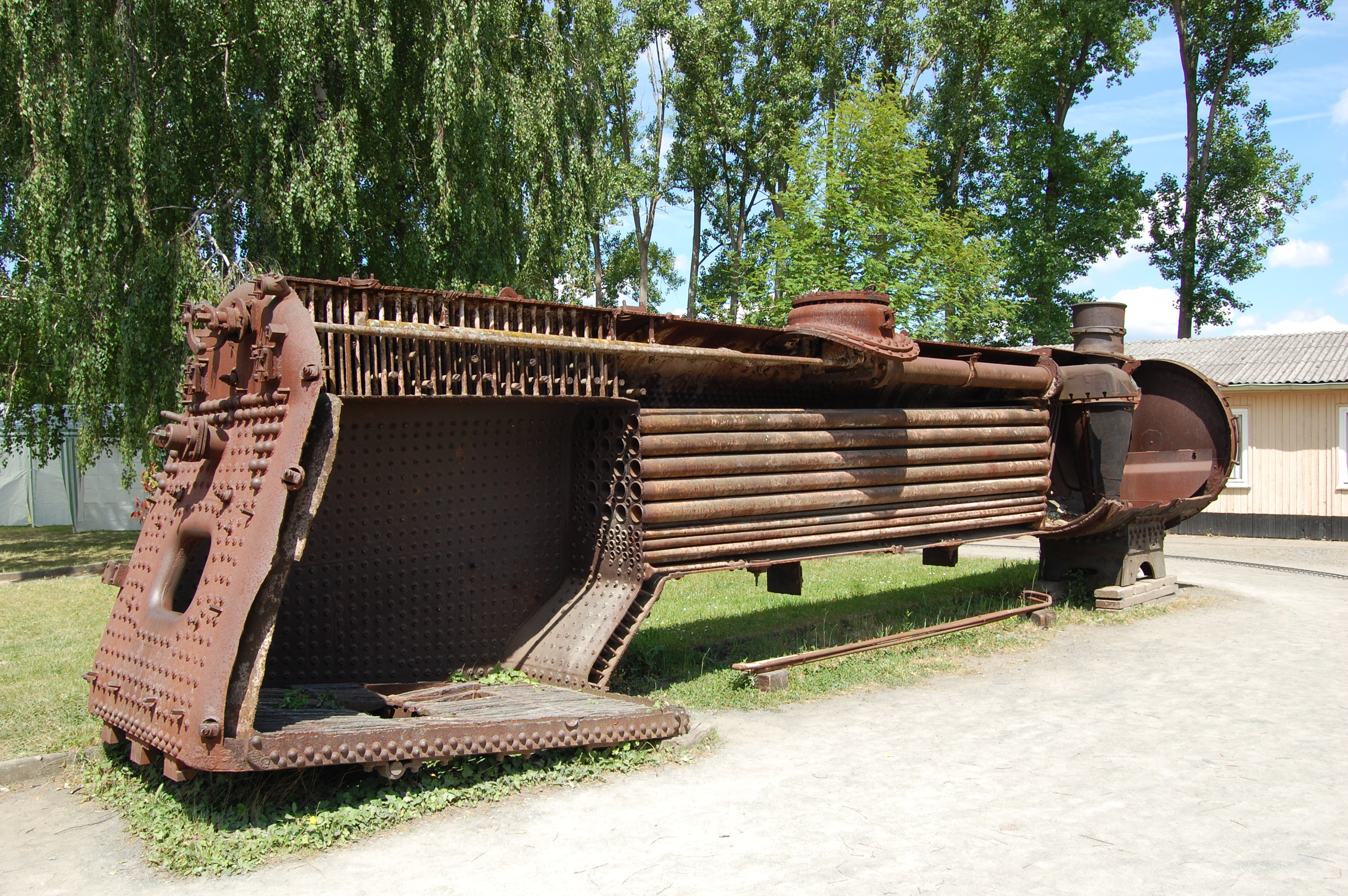
Caldera de tubos de fuego seccionada, de locomotora DRB Clase 50. Los gases de combustión calientes creados en la cámara de combustión (a la izquierda) pasan a través de los tubos en la sección cilíndrica central, que está llena de agua, a la caja de humos y salen por la chimenea (situada en el extremo derecho). El vapor se acumula a lo largo de la parte superior de la caldera y en el domo de vapor, situado aproximadamente en la mitad de la parte superior, donde luego fluye hacia la tubería grande que se dirige hacia adelante. A continuación se divide hacia cada lado y circula hacia abajo hasta alcanzar el cofre de vapor (en la parte posterior de la caja de humos), donde luego es dirigido a los cilindros por medio de válvulas

La caldera de tubos de fuego (caldera pirotubular) es un tipo de caldera en la que los gases de combustión procedentes del fogón pasan a través de varios tubos que cruzan (longitudinal, transversal o radialmente) un cilindro sellado que contiene agua. El calor se transfiere por conducción térmica, calentando el agua y creando vapor. 

## Descripción
La construcción general es como un tanque de agua penetrado por tubos que transportan los gases de combustión calientes procedentes del fuego. El cilíndrico sellado (la forma más resistente para recipiente presurizado) puede ser horizontal o vertical. 
| Además de las partes de una caldera (Véase caldera) | Además de las partes de una caldera (Véase caldera) | Además de las partes de una caldera (Véase caldera) |
| Lado de                                             | Español                                             | Inglés                                              |
| --------------------------------------------------- | --------------------------------------------------- | --------------------------------------------------- |
| Estructura                                          | Carcasa cilíndrica                                  | Cylindrical shell                                   |
| Fuego                                               |                                                     | Grate                                               |
| Fuego                                               | Tubos de fuego                                      | Fire tubes                                          |

Su ventaja sobre las calderas de ductos es que muchos tubos pequeños ofrecen una superficie mayor de transferencia de calor para el mismo volumen total de caldera.  

## Historia
La caldera de tubos de fuego se desarrolló como el tercero de los cuatro tipos principales de calderas históricas: calderas de tanque de baja presión o "calderas de pajar"; calderas de combustión con uno o dos conductos grandes; calderas de tubos de fuego con muchos tubos pequeños; y calderas de tubos de agua de alta presión. 
Este tipo de caldera se utilizó en prácticamente todas las locomotoras de vapor, en la clásica disposición horizontal típica de estas locomotoras. 
La caldera está compuesta por un barril cilíndrico que contiene los tubos de fuego, pero también tiene una extensión en un extremo para rodear el fogón. La cámara de combustión tiene una base abierta para proporcionar un área de parrilla grande y, a menudo, se extiende más allá del barril cilíndrico para formar un recinto rectangular o cónico. La caldera de tubos de fuego horizontal también es típica de aplicaciones marinas, utilizando la caldera escocesa, siendo conocidas comúnmente en inglés como calderas de tipo "scotch-marine" o "marine". También se han construido calderas verticales con tubos de fuego múltiples, aunque son relativamente raras. La mayoría de las calderas verticales tenían una salida de humos o utilizaban tubos de agua cruzados. 

## Funcionamiento

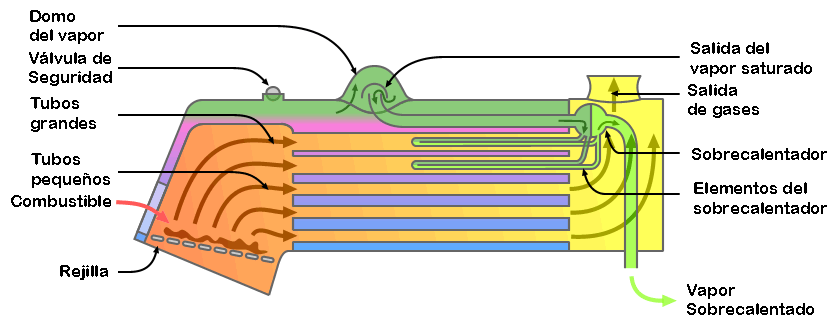
Diagrama esquemático de una caldera de tubos de fuego tipo "locomotora"

En la caldera de tipo locomotora, el combustible se quema en el fogón para producir gases de combustión calientes. La cámara de combustión está rodeada por una camisa de enfriamiento rellena de agua, conectada a la larga y cilíndrica carcasa de la caldera. Los gases calientes se dirigen a lo largo de una serie de tubos de fuego, o chimeneas, que penetran en la caldera y calientan el agua generando vapor saturado ("húmedo"). El vapor se eleva al punto más alto de la caldera, la cúpula de vapor, donde se recoge y es dosificado por el regulador, que controla la salida de vapor de la caldera. 
El vapor saturado a menudo se pasa a un sobrecalentador, haciéndolo regresar a través de los conductos más grandes situados en la parte superior de la caldera, para secar el vapor y calentarlo para obtener vapor sobrecalentado. El vapor sobrecalentado se dirige a los cilindros de la máquina de vapor o muy raramente a una turbina para producir trabajo mecánico. Los gases de escape se expulsan a través de una chimenea y pueden usarse para precalentar el agua de alimentación con el fin de aumentar la eficiencia de la caldera. 
El escape del humo en las calderas de tubos de fuego, particularmente en aplicaciones marinas, generalmente lo proporciona una chimenea alta. Todas las locomotoras de vapor desde The Rocket de Stephenson, disponen de un sistema de tiro adicional para avivar el fuego del fogón, que consiste en dirigir el vapor de escape desde los cilindros hacia la chimenea a través de un tubo de tiro, generando un vacío parcial. Las calderas industriales modernas usan ventiladores para proporcionar obtener un tiro forzado o inducido de la caldera. 
Otro avance importante en The Rocket fue un gran número de tubos de fuego de diámetro pequeño (una caldera multitubular) en lugar de una sola chimenea grande. Esto aumentó enormemente el área de superficie para la transferencia de calor, permitiendo que se produzca vapor a una velocidad mucho mayor. Sin estos avances, las locomotoras de vapor nunca podrían haberse desarrollado de manera efectiva como motores primarios potentes.

## Tipos de calderas de tubos de fuego
Para obtener más detalles sobre los primeros tipos, consúltese calderas de flujo

### Predecesores

#### Caldera de Cornualles
La primera forma de caldera de ductos fue la caldera de Cornualles de "alta presión" ideada por Richard Trevithick. 
Consiste en un cilindro horizontal largo con una solo ducto, donde se situaba el fuego sobre una rejilla de hierro colocada dentro de ese ducto, con un foso de ceniza poco profundo debajo para recoger el residuo no combustible. 
Para lograr una mayor eficiencia, la caldera generalmente estaba encerrada debajo de una cámara construida con ladrillos. Los gases de combustión eran conducidos fuera de la caldera de hierro después de pasar a través del tubo de fuego, hasta alcanzar una chimenea que ahora se encontraba en la parte frontal de la caldera. 
Aunque se considera un sistema de baja presión (quizás 25 libras por pulgada cuadrada (17,6 mca)), el uso de una caldera cilíndrica permitió una presión más alta que las calderas de olla anteriores utilizadas en la época de Newcomen. Como el horno dependía del tiro de aire natural, se requería una chimenea alta en el extremo más alejado del hogar para asegurar un buen suministro de oxígeno al fuego. 

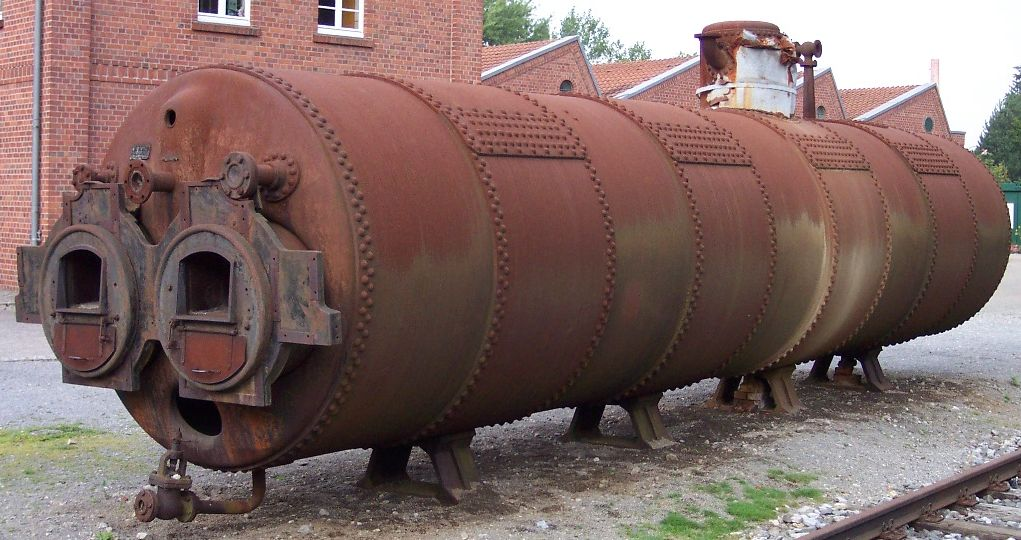
Caldera de Lancashire localizada en Alemania

#### Caldera de Lancashire
La caldera de Lancashire es similar a la de Cornualles, pero tiene dos grandes recintos tubulares que contienen dos fogones. Inventada por William Fairbairn en 1844, supuso aumentar el área de la rejilla del fogón en relación con el volumen de agua a partir de una consideración teórica de la termodinámica de calderas más eficientes. 
Desarrollos posteriores agregaron tubos de Galloway (con el nombre de su inventor, patentados en 1848), tubos de agua transversales a través de la chimenea, aumentando así el área de la superficie calentada. Como se trataba de tubos cortos de gran diámetro y la caldera continuaba utilizando una presión relativamente baja, todavía no se considera una caldera de tubos de agua. Los tubos eran cónicos, simplemente para facilitar su instalación a través de la chimenea.

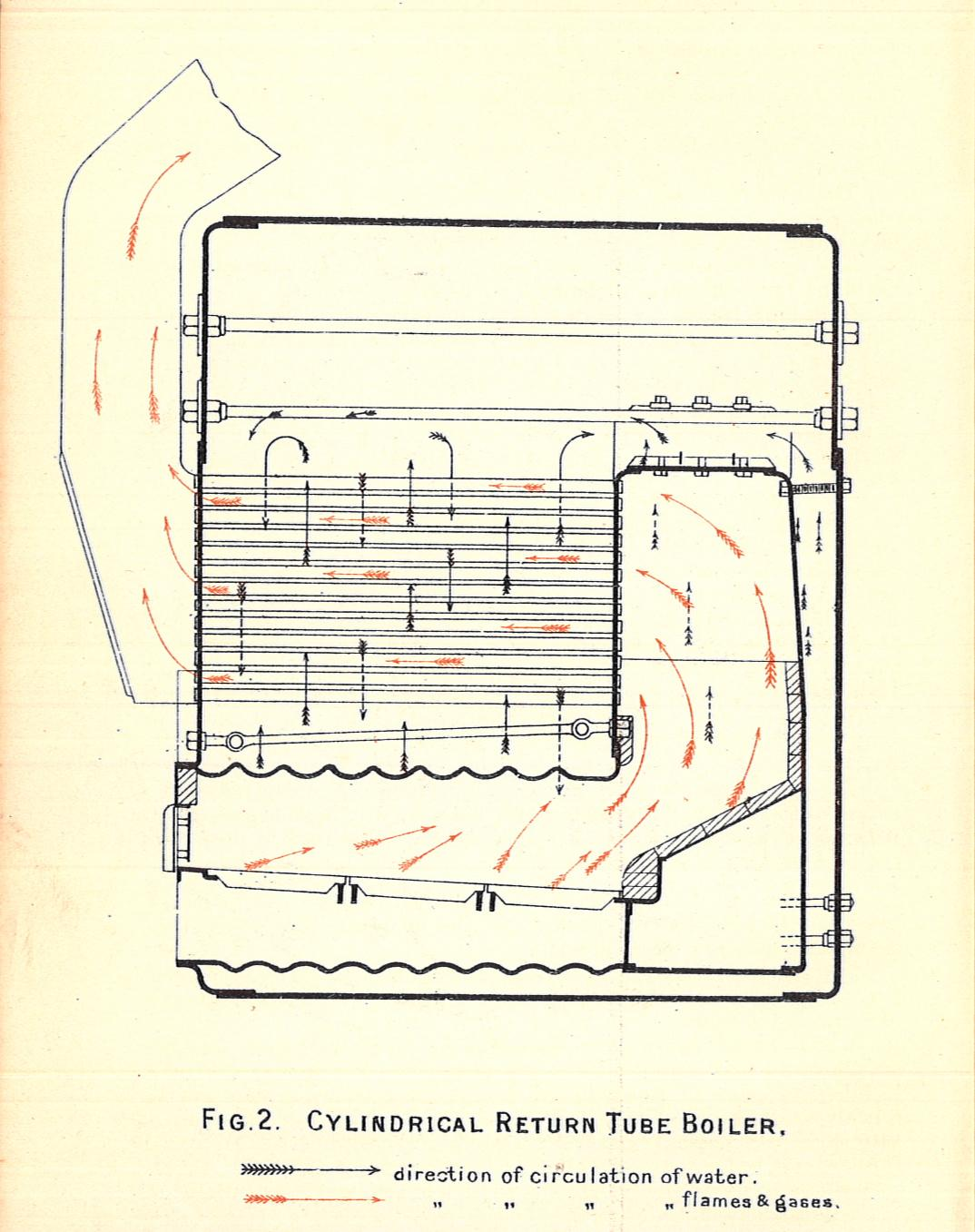
Sección lateral de una caldera marina escocesa: las flechas muestran la dirección del flujo de gases de combustión; la cámara de combustión está a la derecha, la caja de humos a la izquierda

### Caldera marina escocesa
La caldera marina escocesa difiere drásticamente de sus predecesoras en el uso de una gran cantidad de tubos de diámetro pequeño. Esto proporciona una superficie de calentamiento mucho mayor para el un volumen y un peso dados. El horno sigue siendo un solo tubo de gran diámetro con muchos tubos pequeños dispuestos por encima, conectados entre sí a través de una cámara de combustión (un volumen cerrado contenido completamente dentro de la carcasa de la caldera), de modo que el flujo de gases de combustión a través de los tubos de fuego es de atrás hacia adelante. Una caja de humos cerrada que cubre el frente de estos tubos conduce hacia la chimenea o el embudo. Las calderas escocesas típicas tenían un par de hornos, las más grandes tenían tres. Por encima de este tamaño, como en los grandes barcos de vapor, era más habitual instalar varias calderas.

### Caldera de locomotora
Una caldera de locomotora tiene tres componentes principales: una cámara de combustión de doble pared; un "barril de la caldera" horizontal y cilíndrico, que contiene una gran cantidad de pequeños tubos de fuego; y una caja de humos con chimenea, para evacuar los gases de escape. En su caso, el barril de la caldera también contiene unos tubos más grandes para transportar el vapor desde el sobrecalentador. Disponen de un tiro forzado que funciona inyectando vapor extraído de la caldera a través del escape desde el tubo de tiro situado en la caja de humos. 
Las calderas de tipo locomotora también se utilizan en motores de tracción, apisonadoras de vapor, motores portátiles y algunos otros vehículos de vapor. La resistencia inherente propia de la forma de la caldera significa que se utiliza como base estructural del vehículo: todos los demás componentes, incluidas las ruedas, están montados en soportes unidos a la caldera. Es raro encontrar sobrecalentadores diseñados para estos usos, y generalmente son mucho más pequeños (y más simples) que los utilizados en las locomotoras ferroviarias. 
La caldera de tipo locomotora también es una característica de los locomóviles de vapor, antecesores de los camiones modernos. En este caso, sin embargo, pesados bastidores de vigas forman el chasis de carga del vehículo, al que se une la caldera. 
Caldera cónica
Ciertas calderas de locomotoras ferroviarias se reducen de un diámetro mayor en el extremo de la cámara de combustión a un diámetro menor en el extremo de la caja de humos. Esto reduce el peso y mejora la circulación del agua. Muchas locomotoras posteriores del Great Western Railway y del Ferrocarril de Londres, Midland y Escocia fueron diseñadas o modificadas para usar calderas cónicas. 

### Caldera vertical de tubo de fuego
Una caldera vertical de tubos de fuego, coloquialmente conocida como "caldera vertical", se caracteriza por poseer una carcasa cilíndrica vertical, que contiene varios tubos de humos verticales. 

### Caldera tubular de retorno horizontal

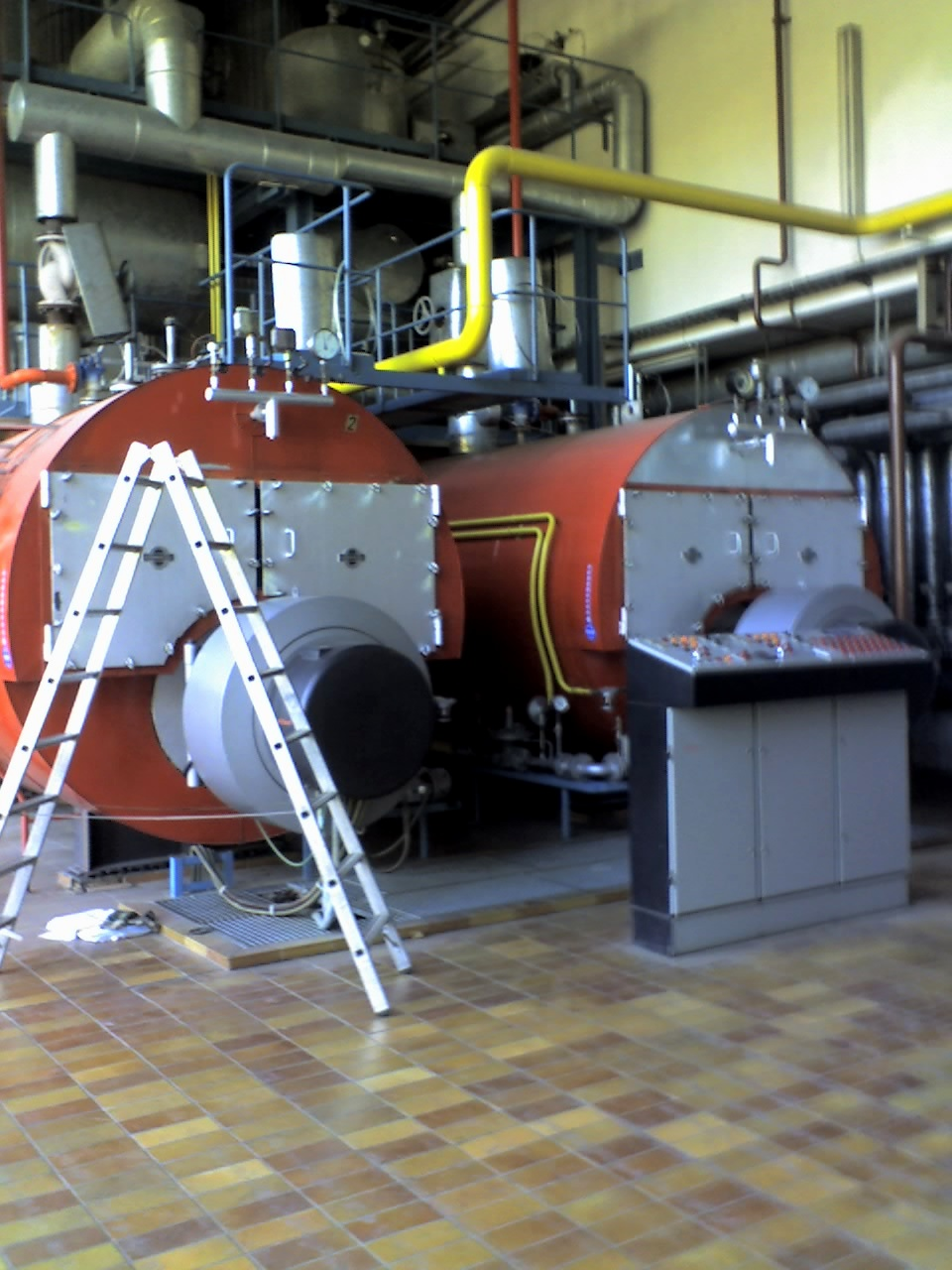
Calderas tubulares de retorno horizontal de Staatsbad Bad Steben GmbH

La caldera tubular de retorno horizontal posee una carcasa cilíndrica horizontal que contiene varios tubos de fuego horizontales, con el fogón ubicado directamente debajo de la carcasa de la caldera, generalmente dentro de un recinto de ladrillos. 

### Caldera de tubo directo tipo almirantazgo
Utilizada ampliamente por Gran Bretaña, antes y en los primeros días de los acorazados, el único lugar protegido del fuego enemigo estaba situado debajo de la línea de flotación, a veces debajo de una cubierta blindada. Para ser alojadas en cubiertas de reducidas dimensiones, los tubos de estas calderas salían directamente del fogón (en vez de pasar por encima), dejando el hogar en medio. De ahí el nombre y su diámetro considerablemente reducido, en comparación con la clásica caldera escocesa o de tubo de retorno. No fue un gran éxito, y su uso fue abandonado después de la introducción de blindajes laterales más resistentes en los buques: “las coronas de los hornos, al estar muy cerca del nivel del agua, son mucho más propensas a sobrecalentarse. Además, debido a la longitud de la caldera, para un ángulo de inclinación igual, el efecto sobre el nivel del agua es mucho mayor. Finalmente, la expansión desigual de las diversas partes de la caldera es más pronunciada, especialmente en la parte superior e inferior, debido a la mayor relación entre la longitud y el diámetro de la caldera; las tensiones locales también son más severas debido a la circulación relativamente débil en calderas largas y bajas". Todos estos factores también se traducían en una vida más corta de estas calderas. Además, la misma longitud de una cámara de combustión era mucho menos efectiva en una caldera de tubo directo que en una caldera de tubo de retorno.

### Caldera de inmersión
Es una caldera de tubo de fuego de un solo paso, desarrollada por Sellers Engineering en la década de 1940. Tiene solo tubos de fuego, funcionando como horno y cámara de combustión a la vez, con múltiples boquillas de quemador que inyectan aire premezclado y gas natural bajo presión. Genera tensiones térmicas reducidas y carece de ladrillos refractarios por completo debido a su construcción.

## Variaciones

### Tubos de agua
Las calderas de tubo de fuego a veces también incorporan tubos de agua para aumentar la superficie de calentamiento. Una caldera de Cornualles puede tener varios tubos de agua a través del diámetro de la chimenea (algo frecuente en los barcos de vapor). Una caldera de locomotora con una caja de fuego ancha puede tener tubos de arco o sifones térmicos. A medida que se desarrolló la tecnología de la cámara de combustión, se descubrió que colocar un deflector de ladrillos refractarios (ladrillos resistentes al calor) dentro del fogón para dirigir el flujo de gases de combustión calientes hacia la parte superior antes de que fluyera hacia los tubos de fuego, aumentaba la eficiencia al igualar el calentamiento entre los tubos de fuego superiores e inferiores. Para mantenerlos en su lugar, se usaba un soporte de metal, pero para evitar que este soporte se quemara y se erosionase, se construía utilizando tubos de agua, conteniendo el agua fría procedente del fondo de la caldera que se movía hacia arriba por convección a medida que se calentaba, y que transporta el calor. fuera del hogar antes de que el metal alcanzara una temperatura tan elevada que pudiera causar un fallo. 
Otra técnica para aumentar la superficie de calentamiento era incluir un estriado interno en los tubos de la caldera (conocidos como tubos de servicio). 
No todas estas calderas generan vapor; algunas están diseñadas específicamente para calentar agua a presión.

### Llama inversa
Retomando el diseño de Lancashire, algunas calderas modernas pueden adoptar un diseño de horno doble. Un desarrollo más reciente ha sido el diseño de llama inversa, donde el quemador se dispara en un horno ciego y los gases de combustión retornan sobre sí mismos. Esto da como resultado un diseño más compacto y menos tuberías. 

### Caldera "empaquetada"
El término caldera "empaquetada" evolucionó a principios y mediados del siglo XX. Se utiliza para describir calderas de calefacción residenciales que se suministran directamente en su lugar de instalación definitivo, con todo el aislamiento, paneles eléctricos, válvulas, medidores y quemadores de combustible ya ensamblados por el fabricante. Otros métodos de entrega se asemejan más a la práctica anterior de la era de la quema de carbón, cuando se agregaban otros componentes a un recipiente a presión premontado o a una caldera "desmontable", donde el recipiente a presión se entregaba como un conjunto de piezas de fundición para ensamblar en el lugar elegido. Como regla general, el montaje en fábrica es mucho más rentable y la caldera "empaquetada" es la opción preferida para uso doméstico. Las entregas parcialmente ensambladas solo se usan cuando existen algunas limitaciones de espacio, como por ejemplo, en el caso de un sótano al que se accede mediante un estrecho tramo de escaleras. 

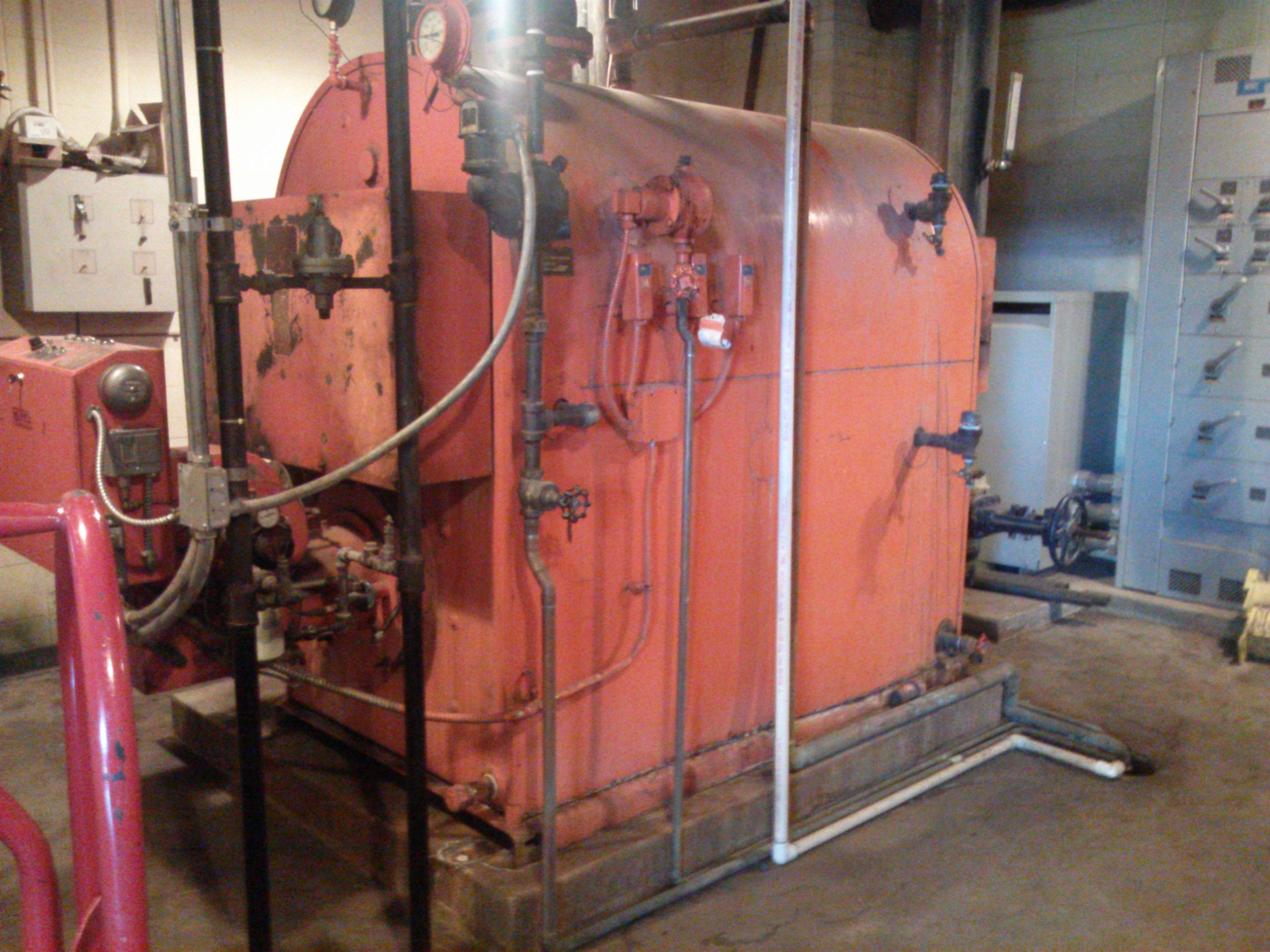
Caldera Kewanee de gas de tubos de fuego "empaquetada" (1974) con una potencia de 25 caballos

## Consideraciones de seguridad
Debido a que las calderas de flujo de gases calientes son en sí mismas recipientes a presión, requieren una serie de características de seguridad con el fin de evitar fallos mecánicos. La explosión de una caldera, que es un tipo de BLEVE (explosión de vapor con expansión de líquido hirviendo), puede ser devastadora. 
- Válvulas de seguridad, que liberan vapor antes de que se pueda generar una presión peligrosa
- Obturadores fusibles, que colocados sobre el fogón, se derriten a una temperatura inferior a la de las placas de la cámara de combustión, advirtiendo así a los operadores mediante el ruidoso escape de vapor si el nivel del agua es demasiado bajo para enfriar la corona de la cámara de combustión de forma segura.
- Aletas o tensores que unen físicamente la caja de fuego y la carcasa de la caldera, evitando que se deformen. Dado que cualquier corrosión queda oculta en el espacio interior, los soportes pueden tener orificios longitudinales, llamados reveladores, que se perforan antes de volverse inseguros.

La caldera del tipo de tubos de fuego que se usó en el automóvil Stanley Steamer tenía varios cientos de tubos que eran más débiles que la cubierta exterior de la caldera, lo que hacía prácticamente imposible una explosión, ya que los tubos fallarían y producirían fugas mucho antes de que explotara la caldera. En casi 100 años desde que se produjeron los Stanley por primera vez, ninguna caldera Stanley ha explotado. 

## Economía y eficiencia

### Ciclos de encendido
Cada vez que una caldera se enciende y se apaga, puede perder eficiencia. Cuando el fuego comienza, la eficiencia de la combustión es generalmente menor, hasta que prevalecen las condiciones de funcionamiento estables. A su vez, cuando el fuego se detiene, la chimenea continúa extrayendo aire caliente adicional del espacio interior, hasta que se enfría todo el dispositivo. 
Un número excesivo de ciclos de incendio y apagado puede ser minimizado mediante: 
- Las calderas modulables pueden funcionar más tiempo (a velocidades de encendido que coinciden con las cargas) que las calderas no modulables (que funcionan a la velocidad de encendido completa). 
  - Mediante el uso de calderas modulables de condensación.
  - Mediante el uso de calderas modulables sin condensación.
  - Al configurar los controles (termostatos o controladores con sensores de temperatura) con mayores diferencias de temperatura entre el encendido y la parada.
- En las calderas sin condensación, tomando medidas para que la temperatura mínima del agua de retorno a la caldera esté entre 130 grados Fahrenheit (54,4 °C) y 150 grados Fahrenheit (65,6 °C), para evitar la corrosión generada por el fuego. 
  - Configurando los tiempos de apagado MÍNIMOS entre 8 y 15 minutos. Para cargas de calefacción de confort, los intervalos cortos de tiempo no suelen provocar quejas de los ocupantes.[7]

Las disposiciones comunes poseen un circuito de tuberías primario con bomba(s) y un circuito de tuberías secundario también con bomba(s); más una bomba de velocidad variable controlada para transferir agua del circuito primario al circuito secundario, o una válvula de 3 vías para desviar el agua del circuito secundario al circuito primario.

#### Corrosión al fuego en calderas sin condensación
Una temperatura mínima del agua de retorno a la caldera de entre 130 grados Fahrenheit (54,4 °C) y 150 grados Fahrenheit (65,6 °C), según el diseño específico de cada modelo, sirve para evitar la condensación del vapor de agua del gas de combustión y la disolución de CO2 y SO2 de los gases de combustión formando ácido carbónico y sulfúrico, fluidos corrosivos que dañan el intercambiador de calor.

### Calderas de condensación
Las calderas de condensación pueden ser un 2% o más eficientes a velocidades de fuego más bajas, al extraer el calor de vaporización del vapor de agua en los gases de combustión. El aumento de la eficiencia depende del combustible y de la energía disponible para recuperarse como fracción del total. El gas de combustión de metano contiene más energía disponible para recuperar que el de propano o el fuel oil. El agua condensada es corrosiva debido al dióxido de carbono disuelto y los óxidos de azufre de la chimenea, y debe neutralizarse antes de su eliminación.
Las calderas de condensación tienen una mayor eficiencia, del orden del 84% al 92%, superior al de las calderas sin condensación, con valores del 70% al 75%. La eficiencia estacional es una eficiencia general de la caldera durante toda la temporada de calefacción respecto a la eficiencia de la combustión, que es la eficiencia de la caldera cuando se enciende activamente, lo que excluye las pérdidas permanentes. La mayor eficiencia estacional se debe en parte a que la temperatura más baja de la caldera utilizada para condensar el gas de combustión reduce las pérdidas permanentes durante el ciclo de apagado. Temperaturas más bajas en la caldera hacen inviable utilizar un sistema de condensación, y a su vez requieren temperaturas más bajas del radiador en los sistemas de agua. 
La mayor eficiencia de operación en la región de condensación no siempre está disponible. Para producir agua caliente sanitaria satisfactoriamente, con frecuencia se requiere una temperatura del agua de la caldera más alta que lo que permite una condensación efectiva en la superficie del intercambiador de calor. Durante el clima frío, el área de la superficie de los radiadores del edificio generalmente no es lo suficientemente grande como para suministrar suficiente calor a bajas temperaturas de la caldera, por lo que el control de la caldera aumenta su temperatura según sea necesario para satisfacer la demanda de calefacción. Estos dos factores explican la mayor parte de la variabilidad de las ganancias de eficiencia experimentadas en diferentes instalaciones.

## Mantenimiento
Se necesita un programa intensivo de mantenimiento para mantener una caldera de vapor de ferrocarril de alta presión en condiciones seguras. 

### Inspección diaria
Las placas del tubo, los obturadores fusible sy los cabezales de las estancias de la cámara de combustión deben comprobarse en busca de fugas, confirmándose el funcionamiento correcto de los accesorios de la caldera, especialmente los medidores y los mecanismos de alimentación de agua. La presión del vapor debe situarse al nivel al que se elevan las válvulas de seguridad, y compararse con la indicación del manómetro.

### Lavado

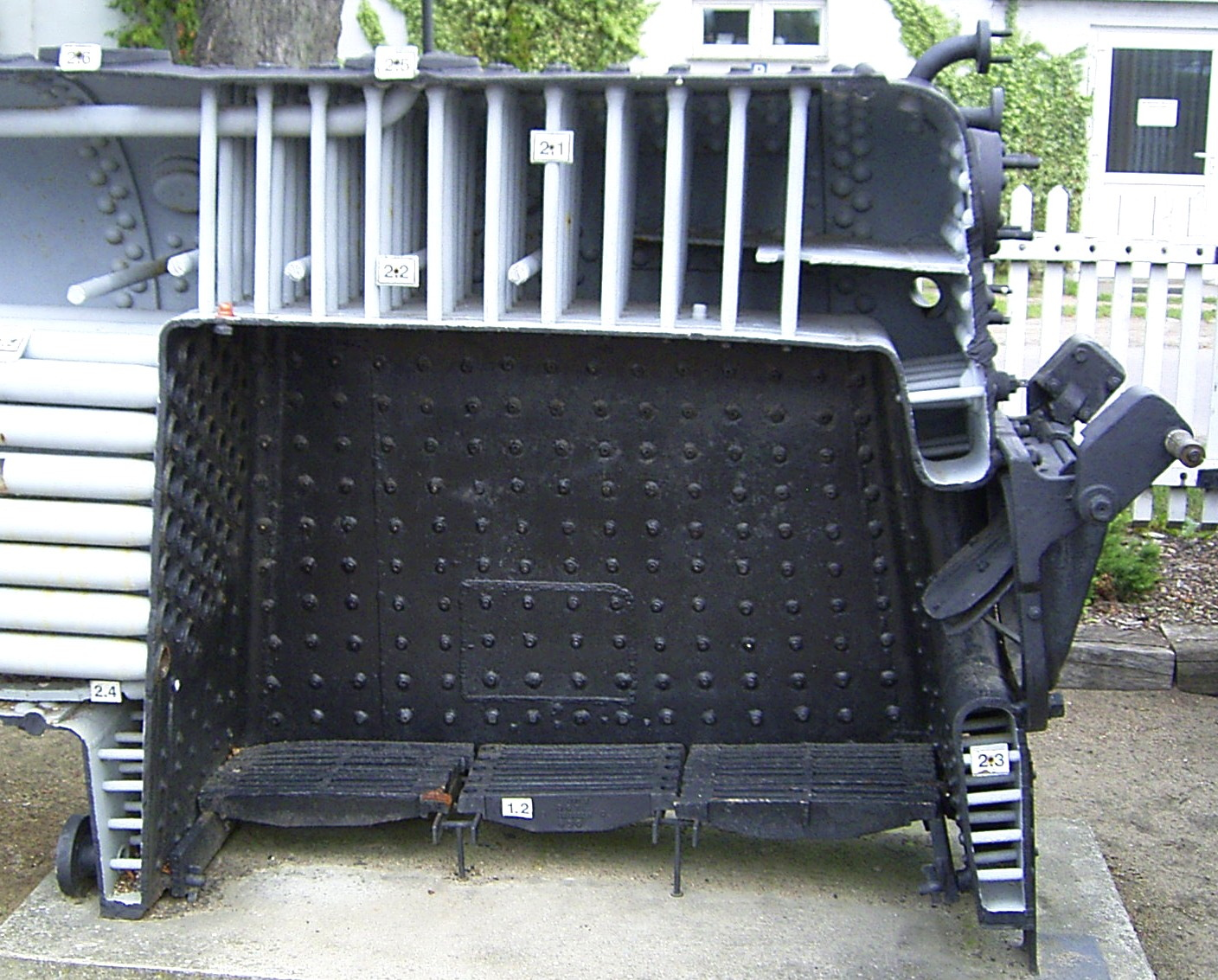
Corte de la caldera de una locomotora. Ténganse en cuenta los estrechos espacios de agua alrededor de la cámara de combustión y el "pozo de barro" para acceder a la lámina de la corona: estas áreas requieren atención especial durante el lavado

La vida útil de una caldera de locomotora se prolonga considerablemente si se evita un ciclo constante de enfriamiento y calentamiento. Históricamente, una locomotora se mantendría "en vapor" continuamente durante un período de aproximadamente ocho a diez días, y luego se dejaba enfriar lo suficiente para proceder a un lavado de la caldera de agua caliente. El ciclo de mantenimiento de las máquinas exprés estaba basado en el kilometraje. Las locomotoras conservadas de hoy en día no suelen mantenerse continuamente en vapor, y el intervalo de lavado recomendado es ahora de quince a treinta días, pero los intervalos de mantenimiento actuales son muy variables, de hasta 180 días.
El proceso comienza con una "purga" mientras queda algo de presión en la caldera, y luego se sigue con el drenaje de toda el agua de la caldera a través de los "pozos de barro" situados en la base de la cámara de combustión y la eliminación de todos los "tapones de lavado". Las escamas se expulsan o raspan de las superficies interiores utilizando un chorro de agua a alta presión y varillas de metal blando, como el cobre. Las áreas particularmente susceptibles a la acumulación de incrustaciones, como la corona de la cámara de combustión y los espacios estrechos de agua alrededor de la cámara de combustión, reciben atención especial. El interior de la caldera se inspecciona observando a través de los orificios de los tapones, con un control particular acerca de la integridad de los tubos de fuego, la corona y las estancias de la cámara de combustión y la ausencia de picaduras o grietas en las placas de la caldera. Las llaves y tubos de vidrio de medida y los obturadores fusibles deben estar libres de incrustaciones; Si el núcleo de un obturador fusible muestra signos de calcinación, debe reemplazarse inmediatamente.
En el reensamblaje se debe tener cuidado de que los tapones roscados se coloquen en sus orificios originales, evitando dañar el roscado. Las juntas de las puertas de lodos, si son de asbesto, deben renovarse, pero las de plomo pueden reutilizarse, siguiendo las instrucciones especiales correspondientes para la eliminación de estos materiales nocivos. En la actualidad, muchas calderas utilizan materiales sintéticos adecuados para altas temperaturas en las juntas, tanto para entornos de trabajo como para servicios de conservación, ya que estos materiales son más seguros que las opciones históricas. En grandes instalaciones de mantenimiento, las calderas una vez lavadas se rellenaban con agua muy caliente procedente de un suministro externo para que la locomotora volviera a funcionar más rápidamente. 

### Revisiones periódicas
Por lo general se realiza una inspección anual, que requiere la extracción y verificación de los accesorios externos, como los inyectores, las válvulas de seguridad y el manómetro. Las tuberías de cobre a alta presión pueden sufrir un endurecimiento por deformación debido al uso y volverse peligrosamente frágiles, por lo que puede ser necesario tratarlas recociéndolas antes de volver a colocarlas. También se puede solicitar una prueba de presión hidráulica de la caldera y de las tuberías. 

### Revisión general
En el Reino Unido, el intervalo máximo especificado entre revisiones completas es de diez años. Una inspección completa implica que la caldera se levanta del bastidor de la locomotora y se retira el revestimiento. Todos los tubos de fuego se desmontan para su revisión o reemplazo, al igual que todos los accesorios. Antes de volver a usar la máquina, un examinador cualificado verificará la aptitud de la caldera para el servicio y emitirá un certificado de seguridad válido por diez años.